# Johannes Blaskowitz
Johannes Albrecht Blaskowitz (10 tháng 7 năm 1883 – 5 tháng 2 năm 1948) là một Đại tướng quân đội Đức Quốc xã trong Chiến tranh thế giới thứ hai. Ông được xem là một nhà cầm quân mưu lược, đã lập nhiều công trạng cho Đệ tam Đế chế trên các mặt trận Ba Lan (1939), Pháp và Hà Lan (1944-45). Tuy vậy, ông bị lãnh đạo Đức Quốc xã ghét vì đã lên án những tội ác của lực lượng Schutzstaffel (hay SS) tại Ba Lan sau chiến dịch năm 1939.
Sau thế chiến thứ hai, ông bị đưa ra tòa trong vụ án xử các chỉ huy cao cấp của quân đội. Vào buổi sáng trước khi phiên tòa xử lần đầu tiên bắt đầu, ông đã nhảy lầu tại tòa án Nürnberg tự tử.

## Thân thế
Johannes Blaskowitz sinh ngày 10 tháng 7 năm 1883 tại Paterswalde – một thị trấn nhỏ thuộc huyện Wehlau (tỉnh Đông Phổ - Đế quốc Đức), cách thành phố Königsberg 48,3 km về hướng đông và không xa chiến trường Gross-Jägersdorf thời Friedrich Đại đế. Ông là con trai của người mục sư Tin Lành Hermann Blaskowtz và bà Marie (Kuhn) Blaskowitz. Ông Hermann được dân chúng khắp Đông Phổ mệnh danh là "Blaskowitz Sấm rền" vì khả năng hùng biện thể hiện qua các bài thuyết pháp lửa và lưu huỳnh của ông. Cũng giống như cha mình, Johannes là một tín đồ Tin Lành sùng đạo trong suốt cuộc đời của ông.
Thiếu thời, Johannes học trường sơ đẳng cho đến năm 1892 và học với gia sư tại nhà trong vòng một năm kế tiếp. Kể từ năm 1894, ông học 3 năm tại trường thiếu sinh quân Köslin rồi học tiếp 5 năm tại trường Thiếu sinh quân Trung ương ở Lichterfelde gần đế đô Berlin. Sau khi ra trường, ông trở thành hạ sĩ quan trong Trung đoàn Bộ binh 18"Grolman"đóng tại thị trấn Osterode gần sinh quán của ông.

## Chiến tranh thế giới thứ nhất
Blaskowitz đã tham chiến trên nhiều mặt trận trong Chiến tranh thế giới thứ nhất (1914-18). Sau một thời gian ngắn chiến đấu trên chiến trường Tây Âu, ông được thuyên chuyển sang Tiểu đoàn Biệt kích số 3 thuộc Quân đoàn Anpơ trên Mặt trận Ý, nơi ông cầm đầu một đại đội súng máy trấn thủ dãy núi Dolomites trên mạn đông bắc Ý. Kế đến, ông được bổ nhiệm làm Tiểu đoàn trưởng Tiểu đoàn 1 và tham gia Chiến dịch Serbia. Do có thành tích trong chỉ huy chiến đấu, ông được cử đi dự một khóa đào tạo sĩ quan tham mưu tại Quân đoàn X trên lãnh thổ Pháp đầu năm 1916. Sau khi trở thành cán bộ tham mưu, ông chuyển sang Mặt trận phía Đông và tham gia các trận đánh tại Kowel và Riga trong các năm 1916-17. Vào thời điểm chiến cuộc kết thúc, ông là sĩ quan giao liên trong Sư đoàn Bộ binh số 1 Hungary. Blaskowitz đã từng được trao tặng Huân chương Thập tự Sắt trong thời gian chiến tranh.

## Giữa hai thế chiến
Sau Chiến tranh thế giới thứ nhất, Blaskowitz được giữ lại phục vụ Lực lượng Phòng vệ của Cộng hòa Weimar và lên lon Đại úy. Từ năm 1919 cho đến năm 1929, ông kinh qua một số cương vị chỉ huy tại Stuttgart, Ulm và lần lượt được thăng cấp Thiếu tá (1 tháng 1 năm 1922), Thượng tá (1 tháng 4 năm 1926) rồi Đại tá (1 tháng 10 năm 1929). Tiếp theo đó, ông được bổ nhiệm làm Trung đoàn trưởng Trung đoàn Bộ binh số 14 Baden ở Konstanz vào ngày 1 tháng 10 năm 1930. Đồng thời, ông kiêm nhiệm luôn chức Trấn thủ bang Baden cho đến năm 1933. Do bản tính trong sạch và phong cách gần gũi với thuộc cấp của mình, Blaskowitz được toàn thể cán bộ, binh lính trung đoàn 14 hết mực yêu mến và kính trọng. Không những thế, ông còn được cư dân Konstanz khâm phục vì những bài diễn thuyết truyền cảm và hùng hồn mà ông đọc trong các dịp lễ tại địa phương.
Sau khi được thăng hàm Thiếu tướng ngày 1 tháng 10 năm 1932, ông được cử làm Thanh tra Hệ thống Trường Quân khí Berlin, với trọng trách đào tạo và rèn luyện cho ứng viên sĩ quan sử dụng thành thạo các loại vũ khí, vào ngày 1 tháng 2 năm 1933. Chẳng bấy lâu sau, ông được lên cấp Trung tướng ngày 1 tháng 12 năm đó. Là một huấn luyện viên thể dục và kỵ sĩ tài năng, Blaskowitz chú trọng phát triển giáo dục về thể chất và sức khỏe cho các sĩ quan tương lai của quân đội. Đồng thời, ông tiến hành nhiều cải cách về công tác huấn luyện ứng viên sĩ quan và mở thêm nhiều trường quân sự mới nhằm rút ngắn thời gian và nâng cao chất lượng đào tạo về mọi thứ khí giới cho ứng viên sĩ quan. Sau 2 năm tại nhiệm ở Berlin, ông thay Trung tướng Fedor von Bock làm Tư lệnh Quân khu II tại Stettin ngày 1 tháng 4 năm 1935 và được lên quân hàm Thượng tướng Bộ binh ngày 1 tháng 8 năm 1936. Tại Stettin, ông tiếp tục có nhiều cống hiến cho quá trình phát triển và mở rộng lục quân non trẻ của Đệ tam Đế chế Đức. Blaskowitz giữ được địa vị của mình trong vụ thanh trừng năm 1938, khi quốc trưởng Adolf Hitler sa thải hầu hết mọi tướng lĩnh cấp cao của quân đội. Mặc dù không gia nhập Đảng Quốc xã, Blaskowitz có khuynh hướng ngưỡng mộ Hitler và thậm chí ông còn để ria mép giống quốc trưởng này.
Ngày 10 tháng 11 năm 1938, Blaskowitz được điều sang Dresden làm Tư lệnh Cụm tập đoàn quân số 3. Trên cương vị này, ông chỉ huy quân Đức tràn vào tiếp quản Áo và Tiệp Khắc đầu năm 1939. Ngày 10 tháng 11 năm 1938, Blaskowitz được điều sang Dresden làm Tư lệnh Cụm quân đoàn 3. Trên cương vị này, ông chỉ huy quân Đức tiến vào tiếp quản Áo và Tiệp Khắc đầu năm 1939. Sau đó, ông lãnh chức Tư lệnh Tập đoàn quân số 8, cánh quân cực bắc của Cụm tập đoàn quân Nam do Đại tướng Gerd von Rundstedt chỉ huy, khi Đức chuẩn bị chiến tranh với Ba Lan trong tháng 8 năm 1939.

## Chiến tranh thế giới thứ hai

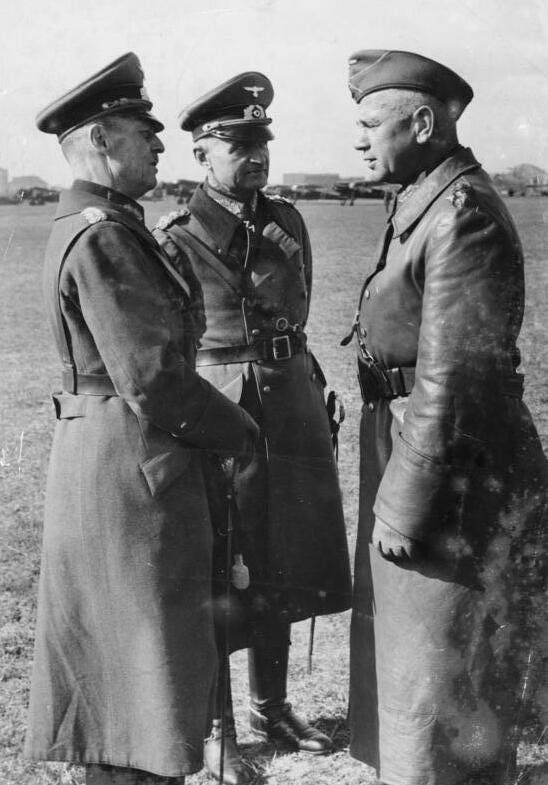
Từ trái sang phải: Gerd von Rundstedt, Johannes Blaskowitz và Walter von Reichenau (1939)

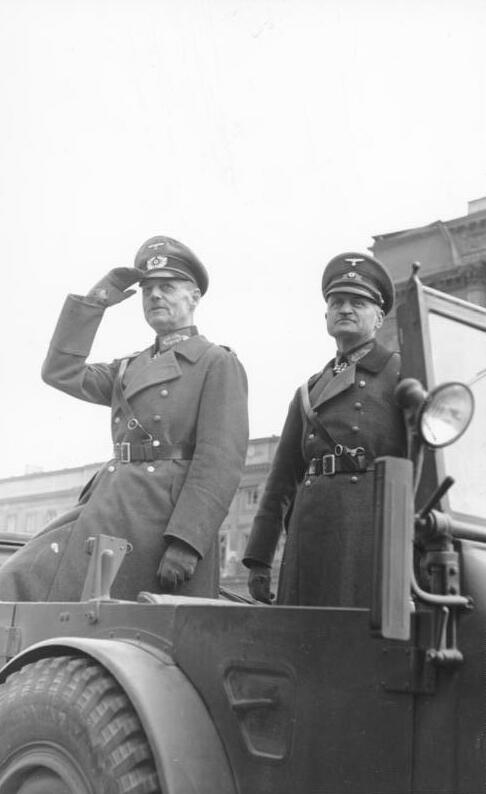
Hai tướng Rundstedt (người chào) và Blaskowitz trong cuộc duyệt binh ở Ba Lan ngày 2 tháng 10 năm 1939.

### Ba Lan 1939
Khi Chiến tranh thế giới thứ hai mở màn bằng Chiến dịch Ba Lan vào tháng 9 năm 1939, tướng Blaskowitz kéo Tập đoàn quân số 8 từ Schlesien tràn vào miền nam Ba Lan. Nhiệm vụ của ông là yểm trợ sườn trái của Tập đoàn quân số 10 do tướng Walter von Reichenau chỉ huy trong cuộc hành quân đánh Warszawa. Sau những thắng lợi ban đầu của quân Đức, quân Ba Lan thuộc 2 tập đoàn quân Pomorze và Poznań bất ngờ phản công vào sườn phía bắc Tập đoàn quấn số 8 ở hạ lưu sông Bzura vào đêm ngày 9 tháng 9. Với ưu thế 3 chọi 1 về quân số và 2 chọi 1 về pháo binh, quân Ba Lan vượt được sông Bzura và thọc sâu khoảng 16–24 km vào trận địa địch. Sư đoàn Bộ binh số 30 Đức nếm phải đòn chủ công của đối phương nên bị thương vong đến 2.300 lính và bản thân sư đoàn trưởng Briesen cũng bị bắn què tay trong trận chiến. Trước đà phản công mạnh mẽ của Ba Lan, Blaskowitz phải cầu viện cấp trên nhưng không bắt được liên lạc với tổng hành dinh của Rundstedt. Ông bèn chủ động ngưng tiến đánh Warszawa và điều binh lên mạn tây bắc để cản phá mũi phản công của địch. Sau đó, bộ chỉ huy Đức huy động luôn các đơn vị đang áp sát Warszawa (trong đó có Quân đoàn Thiết giáp XVI) và Tập đoàn quân số 4 đổi hướng đánh sang phía tây và phía nam để cùng Blaskowitz hợp vây 2 tập đoàn quân Ba Lan. Toàn bộ lực lượng bao vây được đặt dưới sự chỉ huy của tướng Rundstedt. Để phá vỡ vòng vây, tướng Ba Lan là Tadeusz Kutrzeba bèn chuyển hướng tấn công sang phía đông nhưng bị Tập đoàn quân só 10 đánh bại và vòng vây của quân Đức được khép kín.
Trận Bzura kéo dài cho đến ngày 17 tháng 9 thì Rundstedt, Blaskowitz và các tướng lĩnh khác tập trung xe tăng, pháo binh và không quân ào ạt đánh phá hai tập đoàn quân Ba Lan từ nhiều hướng. Dưới hỏa lực cực mạnh của quân đội Đức, quân Ba Lan vỡ tan thành từng mảnh và trận đánh lớn nhất trong chiến dịch đã kết thúc với thắng lợi giòn dã của Đức vào ngày 19 tháng 9. Trong tổng số 20 vạn quân Ba Lan tham gia chiến đấu, 15.000 người tử trận, 4 vạn người rút vào cố thủ Warszawa và số còn lại đều bị bắt hoặc bỏ chạy tán loạn. Sau chiến thắng Bzura, Bộ Tư lệnh Tối cao Đức chỉ định Blaskowitz làm chỉ huy tất cả các lực lượng Đức quanh Warszawa và giao cho Tập đoàn quân số 8 trọng trách đánh chiếm thủ đô Ba Lan. Ông lên kế hoạch công chiếm Warszawa ngày 26 tháng 6, khi pháo binh và không quân Đức sẽ oanh kích thành phố trước khi bộ binh và thiết giáp từ phía nam xông vào chiếm thành phố. Nhưng từ lúc 8h sáng ngày 25 tháng 6 năm 1939, Đại tướng Tư lệnh Quân đoàn Không quân 8 Wolfram Freiherr von Richthofen đã đem 1.150 phi cơ mặc sức oanh tạc Warszawa, gây tổn thất nặng nề cho phía Ba Lan nhưng cũng làm thiệt mạng một số lính bộ binh của Blaskowitz. Sự việc này khiến cho Blaskowitz giận dữ và ông đề nghị Richthofen chấm dứt không kích để bảo tồn tính mạng binh sĩ dưới quyền ông. Hai vị chỉ huy tranh cãi quyết liệt cho đến sáng ngày 26 tháng 9 thì Bộ Tư lệnh Tối cao Đức quyết định không quân chỉ được hoạt động trên bầu trời Warszawa khi có yêu cầu trực tiếp của Blaskowitz. Thực thi kế hoạch đã đề ra, Blaskowitz xua 9 sư đoàn lần lượt đánh chiếm các vùng phụ cận của Warszawa và tiếp nhận sự đầu hàng của quân đội Ba Lan vào ngày 27 tháng 9.
Khác với nhiều danh tướng đương thời, Blaskowitz thường chỉ huy chiến trận từ hậu tuyến để dễ quan sát và làm chủ cục diện tổng quát của những mặt trận lớn. Bên cạnh đó, ông rất mực quan tâm đến cuộc sống của thuộc cấp và điều đó có thể được thể hiện bằng việc ông dành cả ngày 7 tháng 9 để thăm hỏi, động viên thương binh Đức trong một viện quân y. Những chiến thắng của Blaskowitz trên sông Bzura và Warszawa đã đem lại cho ông sự ngưỡng mộ của các sĩ quan cấp cao khác. Một số tướng lĩnh ca ngợi ông là một trong những vị tướng tài ba nhất của quân đội Đức và"vị thủ trưởng Tập đoàn quân xuất sắc nhất tại Ba Lan". Tuy vậy, quốc trưởng Hitler đánh giá thấp khả năng dụng binh của Blaskowitz và chủ trương phủ nhận công lao của ông đối với thắng lợi của chiến dịch Ba Lan. Dù sao thì Blaskowitz cũng được tặng thưởng Huân chương Chữ thập Hiệp sĩ, thụ phong quân hàm Đại tướng và phân công làm Tư lệnh Tối cao Khu vực Đông Âu (Oberbefehlshaber Ost), cai quản Quân khu I (Đông Phổ) cùng toàn bộ lực lượng chính quy chiếm đóng Ba Lan. 

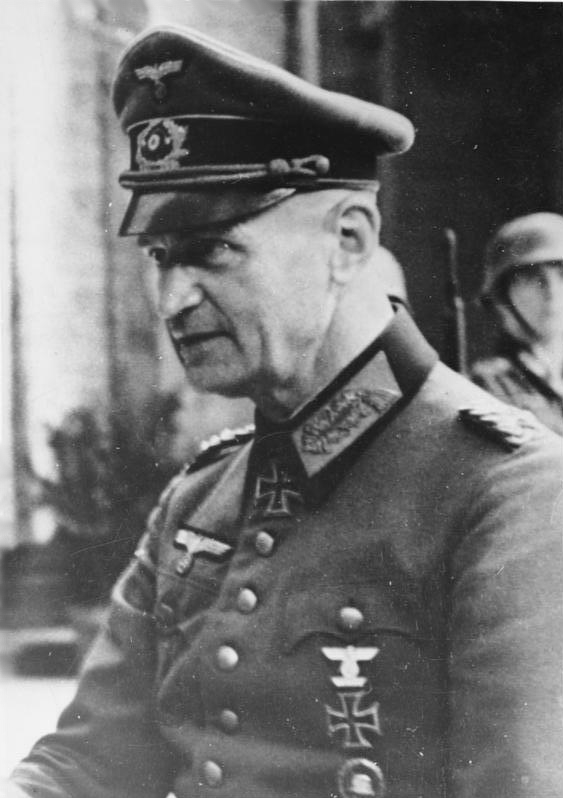
Blaskowitz năm 1944

Trên tinh thần thượng võ và trọng danh dự của một quân nhân truyền thống, Blaskowitz kiểm soát chặt chẽ mối quan hệ giữa lính chiếm đóng với dân chúng bản địa. Do đó, ông hết sức bất bình và phẫn nộ khi được biết các đơn vị SS không thuộc quyền ông tàn sát người Do Thái và cướp bóc các cửa hàng ở Ba Lan. Ông đã nhiều lần phản đối sự ngược đãi và giết người của Ba Lan bởi SS và các đơn vị cảnh sát. Ông thậm chí phán quyết án tử hình đối với các thành viên của SS cho tội ác chống lại dân thường, tuy nhiên đã bị hủy bỏ bởi Hitler. Trong một báo cáo ngày 27 tháng 11 năm 1939, ông viết:"...Quân đội từ chối việc đồng hóa với những hành động kinh hoàng của công an và từ nay từ chối bất kỳ làm việc chung nào với nhóm công tác mà hoạt động gần như một đội xử bắn... Vì những hành vi bạo lực đó, nhận định của quân đội về SS và cảnh sát...dao động giữa sự ghê tởm và căm thù". Blaskowitz cũng đệ trình cho Bộ Tư lệnh Tối cao một biên bản lên án những hành động dã man của quân SS và kiến nghị đưa họ ra tòa xét xử tội ác chiến tranh. Ông lặp lại đề xuất này vào tháng 2 năm 1940 và không ngừng đả kích viên tướng SS thân cận với Hitler là Josef Dietrich. Tuy nhiên, mọi ý kiến phàn nàn của Blaskowitz đều bị bộ tổng tư lệnh phớt lờ và bị Đại tướng Tổng tham mưu trưởng Alfred Jodl phê bình là"ngờ nghệch". Khi Hitler biết được những kiến nghị này, ông ta mất tín nhiệm với Blaskowitz và liệt vị tướng vào danh sách đen của quân đội. 

### Chiến trường Tây Âu
Sau khi bị truất quyền chỉ huy quân chiếm đóng Ba Lan vào ngày 14 tháng 5 năm 1940, Blaskowitz được phân công làm Tư lệnh Tập đoàn quân số 9 - bao gồm các đơn vị trừ bị đang chuẩn bị tham gia Chiến dịch nước Pháp. Nhưng chỉ 2 tuần sau, ông lại huyền chức và điều về Bộ tư lệnh Dự bị ở Dresden vào ngày 30 tháng 5. Sau khi nước Pháp thất thủ, ông được bổ nhiệm làm Chỉ huy quân sự Khu vực Bắc Pháp ngày 9 tháng 9 năm 1940, nhưng thủ trưởng SS Heinrich Himmler đã thuyết phục được bộ tổng tư lệnh quân đội bãi chức ông 2 tuần sau đó. Thế là Blaskowitz bị"thất nghiệp"đến tận ngày 25 tháng 10 thì mới được cử làm Tư lệnh Tập đoàn quân số 1 trên bờ biển miền tây nam Pháp giữa Bretagne và biên giới Tây Ban Nha. Với chức vụ này, Blaskowitz không còn cơ hội bộc lộ tài mưu lược của mình trên các chiến trường nóng bỏng ở châu Phi và châu Âu trong vòng 4 năm tới. Phải đến khi Thống chế Rundstedt trở thành Tổng tư lệnh Chiến trường phía Tây vào tháng 5 năm 1944 thì Blaskowitz mới được lên chức Tư lệnh Cụm Tập đoàn quân G gồm Tập đoàn quân số 1 ở phía nam bờ biển Atlantic và Tập đoàn quân số 19 ốm yếu trên bờ biển Địa Trung Hải.

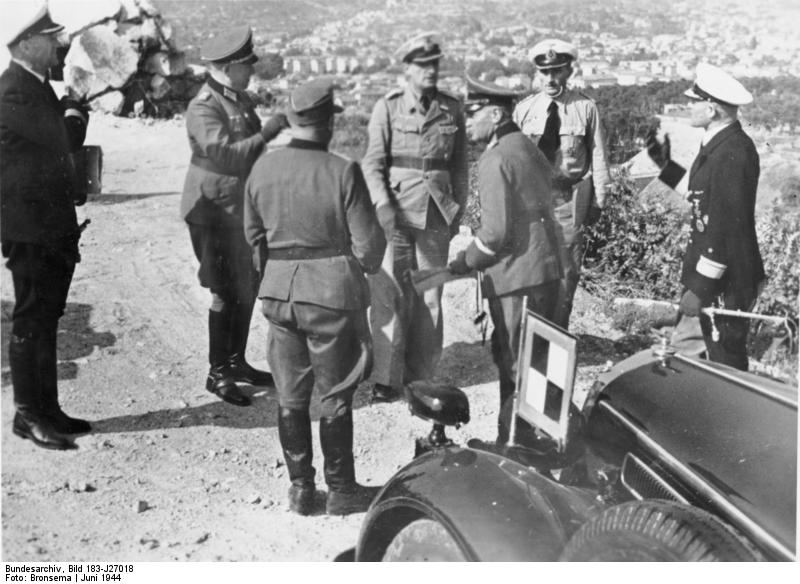
Blaskowitz đi thị sát các đơn vị quân Đức ở Pháp, tháng 6 năm 1944.

Hai tháng sau cuộc đổ bộ thành công của Đồng minh Anh-Mỹ-Pháp lên eo biển Normandie trên mạn bắc, Chiến dịch Cái đe (còn gọi là Chiến dịch Dragoon) mở màn vào ngày 15 tháng 8 năm 1944 khi khối Đồng Minh tấn công Nam Pháp theo đường biển Địa Trung Hải. Với lực lượng gồm 7 sư đoàn Mỹ và 3 sư đoàn Pháp, Tập đoàn quân số 7 Hoa Kỳ nhanh chóng chọc thủng hàng phòng ngự của Tập đoàn quân số 19 do Trung tướng Friedrich Wiese chỉ huy. Nhận thấy quân Đồng Minh nắm giữ ưu thế tuyệt đối về quân số, hỏa lực và hoàn toàn làm chủ trên không, Blaskowitz tung thêm nhiều đơn vị đến ổn định mặt trận rồi tổ chức triệt binh lên mạn bắc để bảo toàn lực lượng. Dưới sự chỉ huy tài tình của ông, quân Đức vừa lùi bước vừa chiến đấu kiên cường, làm phá sản ý định hợp vây Tập đoàn quân số 19 của Quân đoàn VI Mỹ trong trận Montelimar vào các ngày 23 - 28 tháng 8. Dù bị thiệt hại nặng trên đường triệt thoái - với 75.000 quân nhân bị bắt và 4.000 xe quân sự các loại bị phá hủy hoặc thu giữ, phần lớn Cụm Tập đoàn quân G đã được Blaskowitz di tản thành công khỏi miền nam nước Pháp. Thành công này khiến cho cả Hitler lẫn Thống chế Walter Model - Tư lệnh Cụm Tập đoàn quân B trên mạn Bắc Pháp phải kinh ngạc. Theo phân tích của sử gia quân sự Đức Joachim Ludewig, một yếu tố quan trọng giúp Blaskowitz bảo toàn được chủ lực Cụm Tập đoàn quân G chính là sự tự do hành động của ông trong thời gian rút lui. Vì hệ thống liên lạc của quân đội Đức đã bị đánh phá nghiêm trọng trong Chiến dịch Cái đe, Bộ Tư lệnh Tối cao không thể can thiệp vào các quyết định của Blaskowitz và nhờ đó ông vận dụng hiệu quả học thuyết"Sứ mệnh lệnh"– một dấu ấn của truyền thống quân sự Phổ-Đức thế kỷ 19 và 20.
Sau khi chiếm Montelimar, quân Mỹ ráo riết truy kích vào dãy Vosges cho đến khi được lệnh dừng chân để chỉnh đốn lực lượng Trong khi đó, Blaskowitz đã được tiếp viện bởi Tập đoàn Thiết giáp số 5 do tướng Hasso von Manteuffel chỉ huy. Blaskowitz định cho quân đào hào phòng thủ trong vùng núi Vosges, nhưng Hitler lại sai ông mang Tập đoàn Thiết giáp số 5 phản kích Tập đoàn quân số 3 Mỹ của tướng George S. Patton tại Lorraine ngay lập tức. Cả Blaskowitz lẫn Manteuffel đều hiểu rằng một cuộc phản công như vậy là vô ích, nhưng Hitler khăng khăng ép buộc họ phải làm vậy. Trong các ngày 18 –21 tháng 9 năm 1944, hai ông tung đòn phản kích gây cho quân Mỹ lúng túng và buộc họ phải chuyển sang cố thủ vùng ngoại ô Lunéville. Tại đây, người Mỹ chỉnh đốn lại lực lượng và cuối cùng đã chặn được mũi phản công của quân Đức. Nổi giận trước thất bại này, Hitler sa thải Blaskowitz và giao Cụm Tập đoàn quân G cho Thượng tướng Thiết giáp Hermann Balck thống lĩnh. Blaskowitz lại bị"thất nghiệp"trong vòng vài tháng cuối năm 1944. Nhưng đến tháng 12 năm đó, ông được triệu hồi làm Tư lệnh Cụm Tập đoàn quân G và nhận lệnh phản công vào vùng phụ cận Alsace-Lorraine để yểm trợ cho chiến dịch tấn công đang diễn ra ở Ardennes.

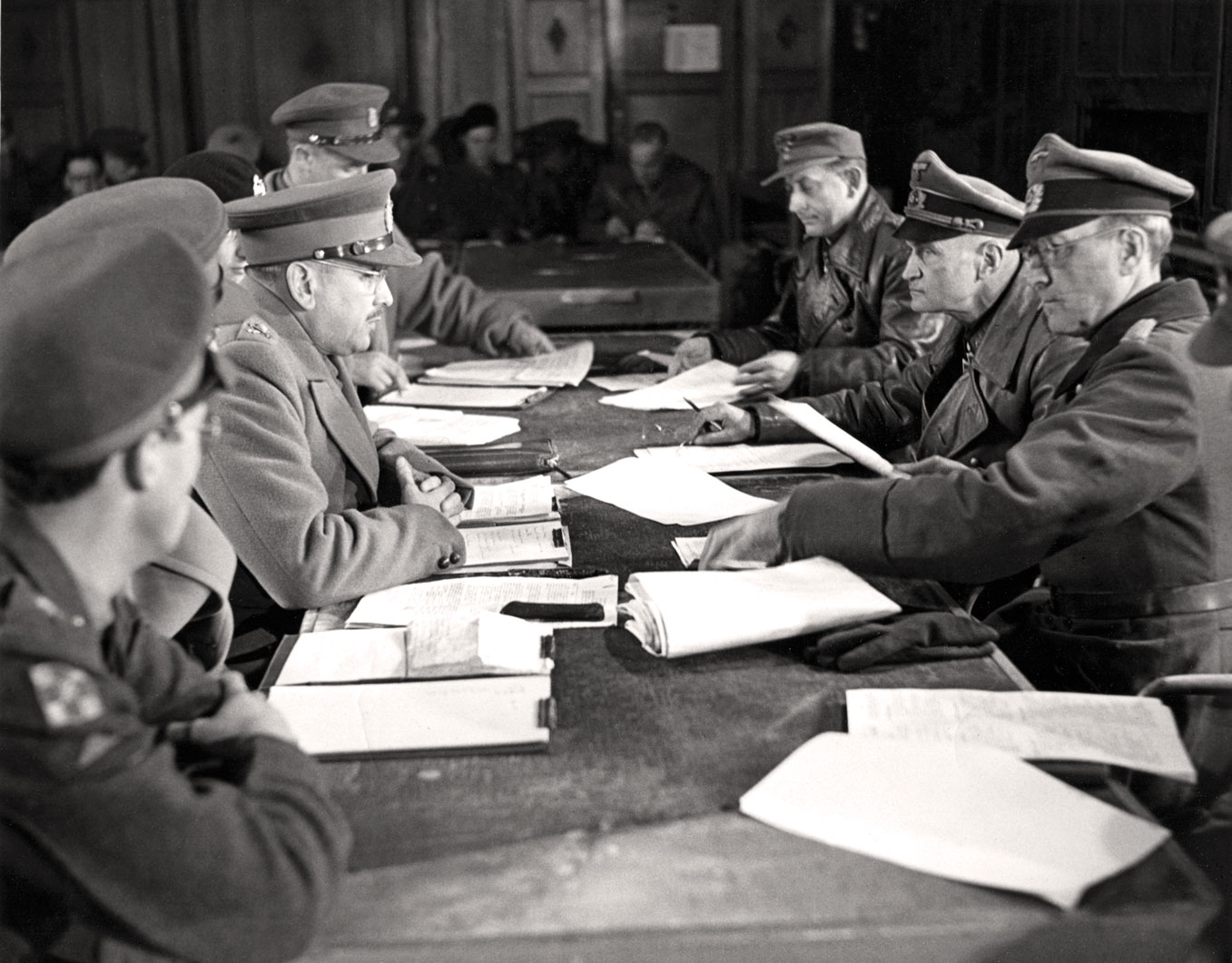
Blaskowitz ký văn kiện đầu hàng quân Đồng Minh ở Hà Lan.

Ngày 1 tháng 1 năm 1945, Blaskowitz phát động Chiến dịch Nordwind đánh vào lực lượng có ưu thế vượt trội về quân số và hỏa lực của Cụm Tập đoàn quân số 6 Mỹ-Pháp. Quân Đức đánh bật được quân Đồng Minh khỏi một số địa bàn của Alsace, nhưng không thể chiếm lại thủ phủ Strasbourg. Đến ngày 25 tháng 1 thì Chiến dịch Nordwind đã bị phá sản và phía Đồng Minh tổ chức hợp vây hợp vây hàng nghìn quân Đức quanh Colmar. Chiến sự đang ác liệt tại Alsace thì Blaskowitz được điều sang Hà Lan để thay tướng Kurt Student thống lĩnh Cụm Tập đoàn quân H. Trước đà tiến công của Cụm Tập đoàn quân số 21 Anh-Mỹ, ông cho quân vừa rút vừa chống cự bền bỉ trong suốt 3 tháng trời và được Hitler gắn thêm Thanh gươm lên Huân chương Thập tự Sắt mà ông sẵn có. Cho đến giờ phút cuối cùng của cuộc tử thủ, Blaskowitz luôn duy trì kỷ luật sắt với lực lượng dưới quyền mình và đe dọa hành quyết bất kỳ một quân nhân nào dám rời bỏ hàng ngũ. Bên cạnh đó, ông cho phép không quân Đồng Minh được thả lương thực và thuốc men xuống tiếp tế cho cư dân Hà Lan trong vùng chiếm đóng của Đức. Sau khi hạ lệnh cho quân lính phá các bãi mìn của chính họ, Blaskowitz cuối cùng đã đầu hàng Đồng Minh phương Tây vào ngày 8 tháng 5 năm 1945. 

## Qua đời
Sau khi Chiến tranh thế giới thứ hai chấm dứt, Blaskowitz bị bắt giam tại Nürnberg và cáo buộc tội ác chiến tranh vì liên quan đến một số vụ xử tử lính Đức đào ngũ. Vài tiếng đồng hồ trước khi ra hầu tòa, ông trèo qua các hàng rào an ninh của nhà tù quân sự Nürnberg rồi nhảy lầu tự vận vào buổi sáng ngày 5 tháng 2 năm 1948. Đến nay vẫn có nhiều giả thuyết cho rằng vị tướng già trên thực tế đã bị các cựu sĩ quan SS sát hại để trả thù việc ông tố cáo các hành động bạo ngược của họ ở Ba Lan năm 1939.
Sinh thời, Blaskowitz từng được nhiều tướng lĩnh đồng ngũ (trong đó có Blumentritt và Rundstedt) và phe Đồng Minh khen ngợi là một vị tướng tài ba thao lược của quân đội Đức. Tuy vậy, khác với các sĩ quan có thâm niên và năng lực tương tự như ông, Blaskowitz không bao giờ được Hitler phong cấp hàm Thống chế. Vì lẽ đó mà nhiều sử gia đã gọi ông là"vị thống chế không quyền trượng".